# Castell de Dunbar
El castell de Dunbar és el romanent d'una de les més poderoses fortaleses d'Escòcia, situada sobre el port de la ciutat de Dunbar, a East Lothian.

## Història
Es creu que els Votadini o Gododdin, van ser els primers a defensar aquest lloc; el vocable de la llengua britónica Dyn Barr, el fort del lloc, es troba encara en ús. Cap al segle vii, el castell de Dunbar era una posició defensiva central dels reis de Bernicia, un regne anglo que es va afermar en aquesta regió de la Bryneich britana.

### Northumbria
Durant l'alta edat mitjana, el castell va estar en possessió d'un ealdorman vassall de, tant dels reis del castell de Bamburgh com de, més tardanament, els reis de York. L'any 678 Wilfrid de York va estar presoner a Dunbar, després de la seva expulsió de la seva seu a York per part de Egfrid de Northumbria.
Temps després, es diu que Dunbar va ser cremada per Kenneth MacAlpin, rei dels escocesos. Certament, aquest rei figura en els registres en possessió del castell.

### Regne dels escocesos
Durant el segle x i primera part del XI, el poble dels Norse va fer incursions cada vegada més freqüents a Escòcia i, l'any 1005, existeix un registre d'un Patrick de Dunbar, sota el regnat de Malcolm II, enfrontant als invasors nòrdics en el nord, a Murthlake, un poble de Marr. Aquí, al costat de Kenneth, Thane de les Illes, i Grim, Thane de Strathearn, Patrick va ser mort.
Es pensa que el primer castell de pedra va ser construït per Gospatric, Earl of Northumbria, després d'haver buscat refugi en la cort de Malcolm III d'Escòcia després del seu exili d'Anglaterra, provocat per la Massacre del Nord duta a terme per Guillem el Conqueridor. Gospatric va ser un poderós terratinent en tots dos regnes i podia convocar suficients homes, el que va convèncer a Malcolm a atorgar-li més terres a Merse i Lauderdale, tant en compensació per aquelles terres perdudes en el sud llunyà com en recompensa per la seva lleialtat - com era habitual en el sistema feudal -. Sir Walter Scott va sostenir que Cospatric o Gospatrick era una contracció de Comes Patricius. De totes maneres, està documentat que el rei Malcolm III va atorgar el senyoriu de Dunbar a "l'expatriat Senyor de Northumberland".

## Estructura
El cos de l'edifici mesurava més de cinquanta metres d'est a oest i, en algunes parts gairebé seixanta metres de nord a sud. La bateria sud, que Grose suposa va ser la ciutadella o torre de l'homenatge, està situada en una roca perpendicular independent, accessible només d'una banda, de vint-i-dos metres d'altura, connectada a la secció principal del castell per un passatge de maçoneria de vint-i-un metres. L'interior de la torre mesura setze per divuit metres dins dels murs. La seva forma és octogonal. Romanen encara cinc de les troneres, també anomenades espitlleres. Les mateixes mesuren poc més d'un metre per menys de mig metre de boca. Les construccions estan disposades en arc i s'estenen per les muralles exteriors, mirant sobre un pati obert d'on obtenen la seva llum.

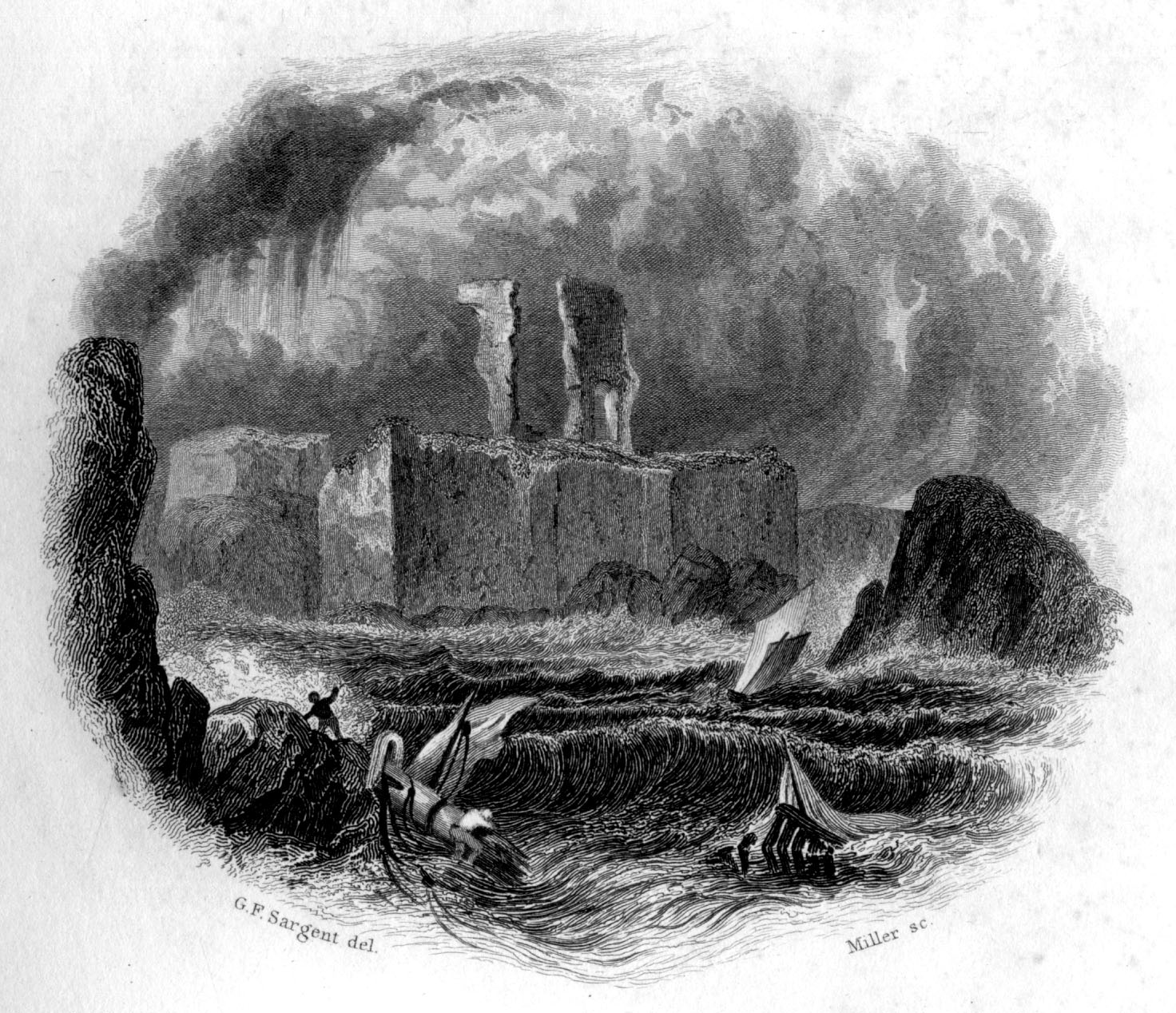
Gravat del del castell de Dunbar

Al voltant del centre de la fortalesa roman part de la muralla, travessada per una entrada, coronada per un escut d'armes. Aquest accés sembla haver portat als departaments principals. Al centre, es troba el blasó de George, 10th Earl of Dunbar, qui va succeir al seu pare l'any 1369 i qui, a més del earldom de Dunbar i el de March, va heretar el senyoriu d'Annandale i el de l'Illa de Man de la seva heroica tia, Black Agnes of Dunbar. Aquests blasons van haver d'haver estat posats aquí després de la seva successió, sent que George va ser el primer a adoptar-los, a saber: un gran escut triangular, en el qual s'albira un lleó rampant, dins d'una vora contenint vuit roses. L'escut està ornamentat amb un casc portant una cresta sobre la qual s'observa el cap d'un cavall amb brides. Sobre la dreta està l'escut dels Bruces, i sobre l'esquerra el de l'Illa de Man.
Les torres del castell van tenir comunicació amb el mar, enfonsant-se en ell en diversos punts. Al nord-est des del front del castell es troba una important caverna natural, principalment de pedra negra, la qual és semblant a la boca del Aqueronte – un lloc que porta als corrents de la malenconia -. Se suposa que aquest lloc va formar part dels calabossos on presoners, com Gavin Douglas, Bisbe de Dunkeld (qui va estar presoner aquí en 1515), eren confinats. Existeix també, no obstant això, un fosc accés posterior, el qual dona accés a un sender rocós des del mar, el qual, és probable, fos l'usat per Sir Alexander Ramsay i els seus seguidors per introduir provisions durant el setge de 1338.
Molt es va sostenir que el castell era inexpugnable, possiblement pels molts setges que va resistir. Va ser construït amb una roca vermella similar a aquella trobada en les pedreres properes a Garvald. Grans masses de muralles, caigudes sota el pas dels anys, semblen estar vitrificades o aglutinades. En el nord-oest, part de les ruïnes són un departament gairebé inaccessible d'aproximadament un metre quadrat, el qual, la tradició assegura va ser el de María Estuard.

## Història posterior
El castell va continuar sent el baluard dels Earls of Dunbar fins a la confiscació de George, Earl of March, l'any 1457, quan el castell va ser desmantellat prevenint la seva ocupació pels anglesos. Va ser restaurat per Jaume IV al final del segle. Va passar al control del Duc de Albany i fou durant aquest període que el bastió oest va ser erigit. Es creu que el mateix va poder haver estat dissenyat per Antoine d'Arces, Sieur de la Bastie qui va ser posat a càrrec del castell al desembre de 1514. Albany va organitzar extenses reparacions i millores al juliol de 1527. Un dibuix italià d'Antonio da Sangallo el Jove per a una fortificació d'aquest període - assenyalat com una opinió -, per "il Duca D'Albània", ha estat associat amb Dunbar.
El castell va ser cremat pel Earl of Shrewsbury en un atac punitiu produït durant el Rough wooing de 1548. Posteriors re-fortificacions de l'any 1548 van ser dirigides per Piero Strozzi i Migiliorino Ubaldini. El 24 de setembre de 1549, el soldat anglès Thomas Holcroft va descriure les activitats de Peter Landstedt, un tinent al servei del mercenari alemany Courtpennick (Konrad Pennick). Malgrat el foc del canó disparat des del castell, Landstedt es va afermar en una casa en Dunbar i va usar el mobiliari per començar incendis al poble. Landstedt va planejar atrinxerar-se enfront del castell i situar les seves armes, pensant que les muralles properes al poble eren "molt velles i baixes", i encara "va revisar amb terra i monticles", aquestes velles muralles de pedra sobre la roca natural. Va pensar que les velles altes muralles del pati interior podien ser fracturades pel bombardeig per destruir les "primeres muralles" del castell. Aquests plans no van ser realitzats.
Al maig de 1560, un enginyer italià va estar treballant en millores posteriors per a la guarnició francesa. Aquests treballs van ser inspeccionats per Robert Hamilton a Briggs, guardià del Palau de Linlithgow i Master de l'Artilleria Real, i Robert Montgomery al juliol de 1560 en nom dels Lords de la Congregació els qui van reportar que la seva capacitat era "més del doble del que havia estat abans" i capaç de donar cabuda a 500 soldats més. El treball nou va ser immediatament demolit com a condició del Tractat d'Edimburg. Als terratinents locals els va ser encomanat la demolició de part d'una "rampire," una muralla amb el seu fossat i contraescarpa, i una gran plataforma per a l'artilleria. No obstant això, el capità francès del castell, Corbeyran de Sarlabous va renovar la part que es trobava dins de l'àrea programada per a la demolició.
El castell va romandre custodiat per 60 soldats francesos sota el comandament de Sarlabous fins a setembre de 1561. L'agost de 1565, durant la rebel·lió contra Mary Stuart,anomenada Chaseabout Raid, la reina va ordenar reparacions per a l'emplaçament d'armes i artilleria i eines que podrien ser necessitades per reconstruir les muralles del fossat durant un setge.
El castell de Dunbar va ser finalment demolit per ordre del Parlament d'Escòcia al desembre de 1567, després del desastre de Carberry Hill i un setge al setembre per expulsar els seguidors i familiars del Earl de Bothwell. Dunbar i la foraleza a Inchkeith van haver de ser "derrocades totalment fins als fonaments i destruïdes de manera tal que cap basament sigui usat per construir a partir d'això en temps esdevenidors." El setembre del 1568 algunes de les seves pedres van ser seleccionades per reusarse en el moll de la costa de Leith.